# Myrne (oblast de Donetsk)
Myrne (ukrainien : Мирне, russe : Мирное, Mirnoïé, ce qui signifie « pacifique ») est une commune urbaine de l'oblast de Donetsk, en Ukraine. Elle compte 1 655 habitants en 2021.